# Gerold Lauber

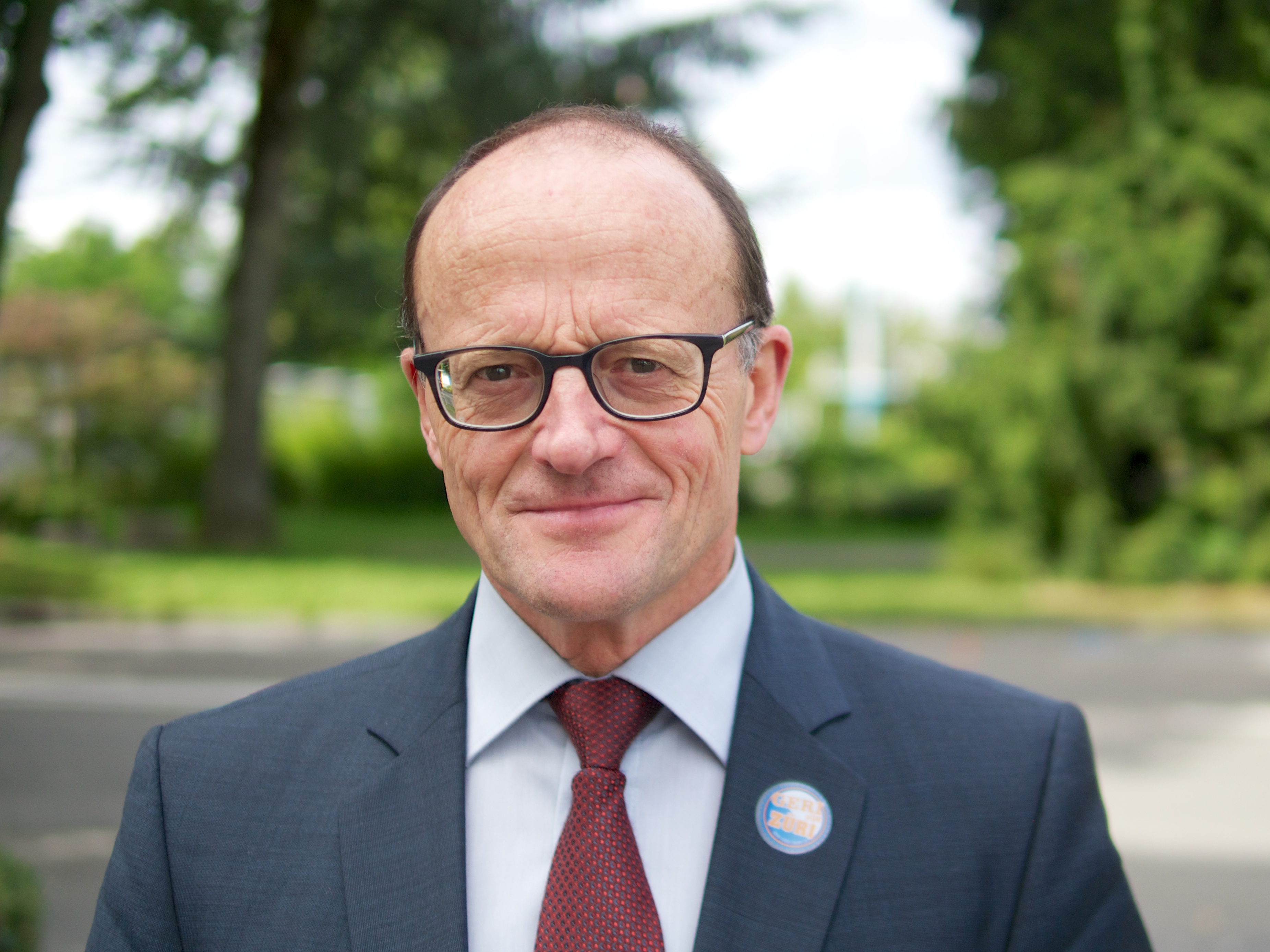
Gerold Lauber

Gerold Lauber (* 4. September 1956 in Täsch), Bürger von Täsch und Zürich, ist ein Schweizer Politiker (CVP). Er gehörte von 2006 bis 2018 der neunköpfigen Exekutive von Zürich, dem Zürcher Stadtrat, an.

## Leben
Gerold Lauber besuchte von 1964 bis 1970 die Primarschule in Täsch, von 1970 bis 1972 die Sekundarschule in Zermatt und von 1972 bis 1976 das Wirtschaftsgymnasium in Brig. Anschliessend studierte er Jus an der Universität Bern und schloss 1982 mit dem Lizenziat ab.
Gerold Lauber ist verheiratet mit Elisabeth Lauber-Meier. Sie haben vier Kinder und wohnen seit 1983 in Schwamendingen.

## Politische Karriere
Von 1995 bis 1999 war Gerold Lauber Präsident der Christlichdemokratischen Volkspartei von Schwamendingen, wo er auch der Kreisschulpflege angehörte. Von 2000 an sass er im Gemeinderat (Parlament) der Stadt Zürich, ab 2002 als Präsident der CVP/EVP-Fraktion. 2006 wurde er als Nachfolger von Monika Weber in den Stadtrat (Regierung) gewählt und war dort Vorsteher des Schul- und Sportdepartements.